# Стрип (комікс)

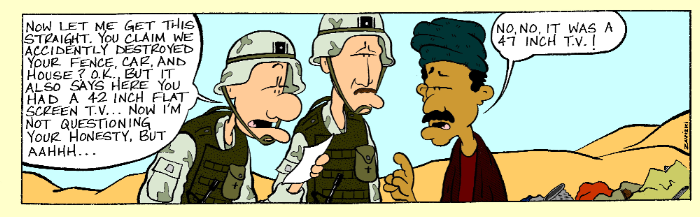
Приклад горизонтального стрипа

Стрип (англ. Strip; англ. Comic strip; з англ. — смужка, стрічка) — термін, що використовується в технології створення коміксів. 
Сцени зазвичай розташовані горизонтально, але можуть бути у вигляді вертикальної смуги або квадрата.
Спочатку з'явилися в газетах, були розташовані на останній сторінці.

## Історія
Розповідь за допомогою послідовності картинок існувала в історії, Одним із середньовічних європейських зразків є гобелен із Бойє.Друковані екземпляри з'явилися в Німеччині 19-го століття та в Англії 18-го століття, де були створені одні з перших сатиричних або гумористичних послідовних малюнків.
Bsblia pauperum «Біблія жебраків», починаючи з Середньовіччя в Біблії зображалися різні події, іноді зі словами, які вимовляли фігури на мініатюрах, що робить їх в деякій мірі предком сучасних мальованих стрипів.

## Виробництво та формат
Два звичайні формати газетних коміксів — це смуги та окремі панелі. Смуги зазвичай відображаються горизонтально, ширші за висоту, Окремі панеліє квадратними, круглими або вищими за ширину. Смуги зазвичай, але не завжди, розбиваються на кілька менших панелей із безперевністю від панелі до панелі.
Ранні щоденні смуги коміксів були великими, часто проходили по всій ширині газети і були іноді три або більше дюймів у висоту. Спочатку газетна сторінка включала лише один денний стрип, зазвичай у верхній або нижній частині сторінки. До 1920-х років багато газет мали сторінки коміксів, на яких було зібрано багато стрічок. У 1930-х роках оригінальні малюнки для щоденної смужки коміксів могли були розміром до 25 дюймів завширшки та 6 дюймів заввишки. Протягом десятиліть розмір ставав все меншим і меншим, аж до 2000 року чотири стандартні денні стрипи могли поміститися  на площу, яку колись займала одна смуга коміксу.

## Підпільні стрічки коміксів
Десятиліття 1960-х ознаменувалося розквітом підпільних газет, які часто друкували комікси, такі як «Fritz the Cat», «The Fabulous Furry Freak Brothers». «Bloom County and Doonesbury» починалися як стрічки в газетах коледжів, а пізніше перейшли до національного об'єднання.